# NGC 1029
NGC 1029 est une galaxie lenticulaire située dans la constellation du Bélier. NGC 1029 a été découverte par l'astronome allemand Albert Marth en 1864.

## Caractéristiques
Sa vitesse par rapport au fond diffus cosmologique est de 3 403 ± 24 km/s, ce qui correspond à une distance de Hubble de 50,2 ± 3,5 Mpc (∼164 millions d'al).
À ce jour, une mesure non basée sur le décalage vers le rouge (redshift) donne une distance d'environ 37,300 Mpc (∼122 millions d'al). Cette valeur est à l'extérieur des valeurs de la distance de Hubble. Notons que c'est avec la valeur moyenne des mesures indépendantes, lorsqu'elles existent, que la base de données NASA/IPAC calcule le diamètre d'une galaxie et qu'en conséquence le diamètre de NGC 1029 pourrait être d'environ 23,4 kpc (∼76 300 al) si on utilisait la distance de Hubble pour le calculer.
NGC 1029 présente une large raie HI.

## Groupe de NGC 1024

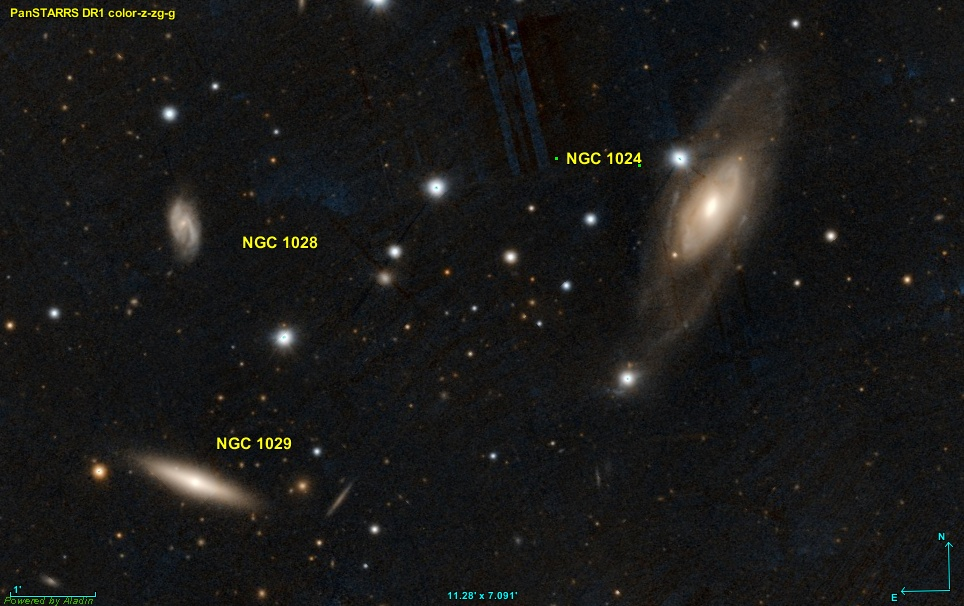
Deux des galaxies du groupe de NGC 1024, NGC 1024 et NGC 1029 et la galaxie NGC 1028.

NGC 1029 fait partie d'un petit groupe de trois galaxies, le groupe de NGC 1024. Les deux autres galaxies du groupe sont NGC 990 et NGC 1024. D'autre part NGC 1024 et NGC 1029 forment une paire de galaxies.